# César Falcón
César Falcón Gárfias (Lima, 19 de abril de 1892 - Lima, 11 de octubre de 1970) fue un escritor, periodista y político peruano, que también contó con la nacionalidad española y la mexicana. Desde temprana edad se orientó hacia el socialismo y fue amigo de José Carlos Mariátegui, con quien fundó y dirigió el semanario Nuestra Época y el periódico La Razón, que sirvieron de voceros a las reivindicaciones de la clase obrera (1919). Obligado por la dictadura de Augusto B. Leguía a exiliarse, tuvo una larga trayectoria periodística en España, Inglaterra, Francia, Estados Unidos y México. En España fue un activo militante del Partido Comunista de España, a lo largo de la década de 1930, hasta el final de la guerra civil española. Escribió también obras teatrales, cuentos y novelas.

## Biografía
Hijo de Nicasio Falcón Riesco —técnico agrónomo— y Astemia Gárfias Prado. Fue el mayor de ocho hermanos, cuatro hombres y cuatro mujeres. El menor de ellos, Jorge Falcón, fue también escritor y periodista.
Cursó su educación primaria en el Colegio de Osma bajo la dirección del maestro Ramón Espinoza, pero de modo irregular. Fue en realidad su madre quien le enseñó a leer y escribir.
Fallecido su padre en diciembre de 1909, se vio obligado a trabajar en una hacienda cercana a Lima, donde antaño había laborado su padre. Poco después, cuando ya contaba con 19 años de edad, ingresó a la redacción del diario La Prensa de Lima, para realizar tareas elementales (1910). Ejercía entonces la dirección de dicho diario el notable Alberto Ulloa Cisneros, un auténtico maestro de periodismo. Por ese tiempo se afilió al Partido Demócrata, al que también pertenecía Ulloa.
En 1913 pasó a laborar en el diario La Nación, esta vez como colaborador remunerado de artículos firmados con su nombre. Su primer artículo firmado trató sobre los mendigos de la ciudad. Inició así su carrera de escritor y periodista. Estrenó también algunas obras teatrales. 
En 1914 retornó a la redacción de La Prensa, donde también trabajaba José Carlos Mariátegui, con quien entabló una perdurable amistad. Ambos contribuyeron a organizar a los periodistas en el Círculo de Periodistas, que primero se esbozó como Círculo de Cronistas. 
En 1915, al producirse el cambio de la propiedad y la dirección de La Prensa, el nuevo dueño, Augusto Durand, ofreció a Falcón un puesto en Huánuco, de secretario de la prefectura. Falcón aceptó y permaneció siete meses en dicha ciudad, de septiembre de 1915 a marzo de 1916.
Cuando volvió a Lima, pasó a integrar, junto con Mariátegui, la redacción del diario El Tiempo, recién fundado como periódico de oposición al gobierno civilista de José Pardo y Barreda (1916). También colaboró en el tabloide La Crónica.
Se contó entre los primeros alumnos de la flamante Pontificia Universidad Católica del Perú (1917). 

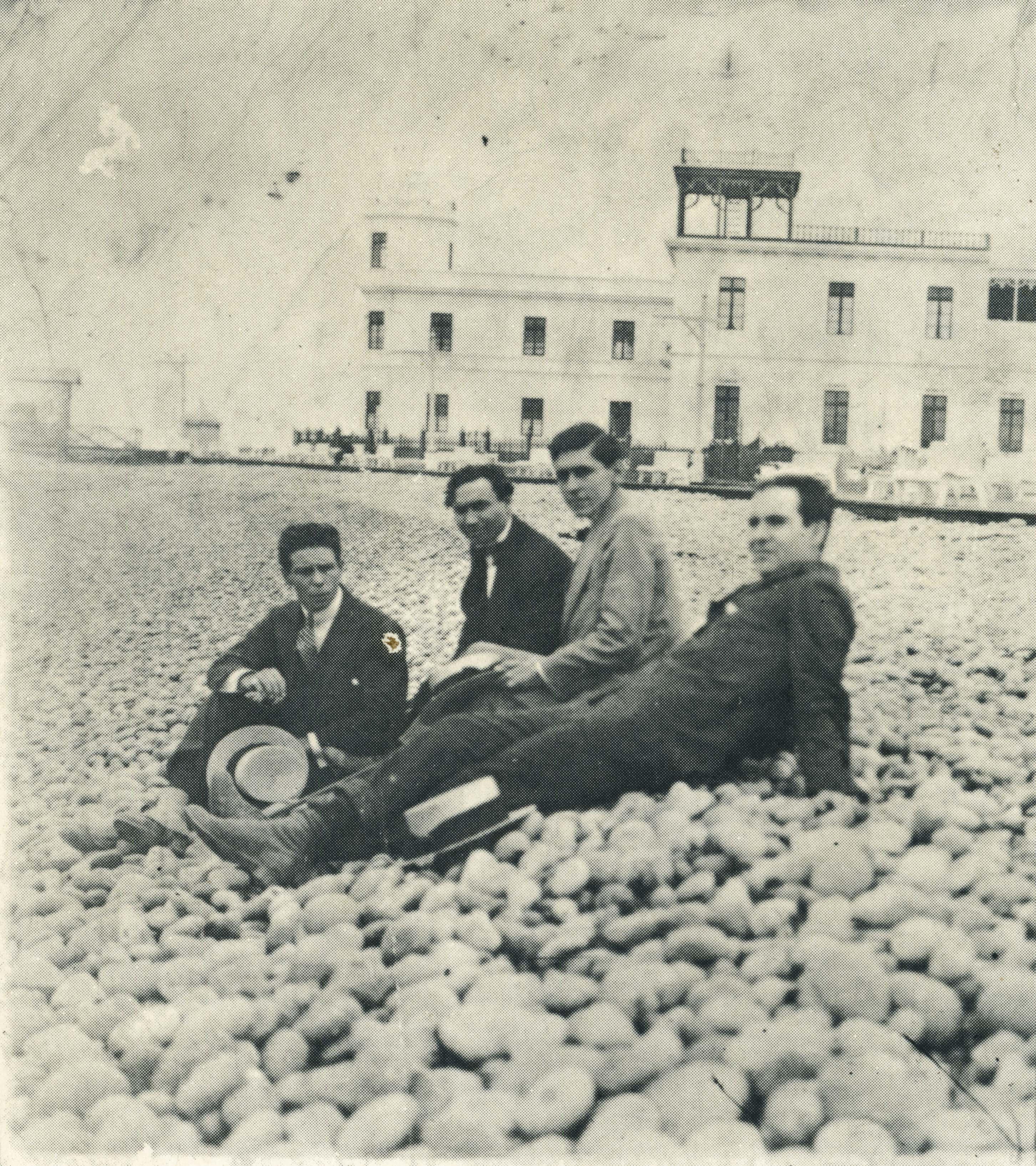
Un personaje no identificado, César Falcón, José Carlos Mariátegui y Félix del Valle, directores de Nuestra Época, en una playa de Lima. 1918.

Junto con Mariátegui y Félix del Valle, fundó y dirigió el semanario Nuestra Época, que solo alcanzó dos números, en 1918. Poco después, junto con Mariátegui inició otra aventura periodística, fundando el diario La Razón, en mayo de 1919. Influenciados por las ideas socialistas que entonces agitaban al mundo a raíz de la Revolución rusa de 1917, concertaron un Comité de Propaganda Socialista y apoyaron la lucha de los obreros de Lima y Callao en pro del abaratamiento de las subsistencias. También apoyaron la reforma universitaria. 
Tras la ascensión de Augusto B. Leguía, en julio de 1919, se impuso una creciente dictadura que restringió las libertades. A raíz de un artículo en el que Falcón definía a los miembros del Parlamento como personal senil y claudicante, el ministro de Gobierno ordenó el cierre de La Razón, en agosto de 1919. Leguía, a través de uno de sus principales colaboradores, Foción Mariátegui, ofreció a Falcón y a José Carlos Mariátegui, la oportunidad de ser agentes propagandistas del Perú en España e Italia, respectivamente, lo que equivalía en realidad a un destierro. Mariátegui y Falcón aceptaron, más que nada por la oportunidad de viajar a Europa, que era el sueño de todo intelectual de entonces. En su viaje por Nueva York, de allí a Hamburgo, y finalmente llegaron al puerto de El Havre de donde se transportaron a París.
Establecido en España, César Falcón colaboró en los diarios La Vanguardia de Barcelona y El Liberal de Bilbao, y en la revista España, que dirigía el socialista vasco Luis Araquistain. Viajó por Italia, Alemania, Austria y Francia como corresponsal. 
En 1923, tras la instauración de la dictadura de Primo de Rivera, pasó a la redacción del diario El Sol, de Madrid, que lo acreditó como corresponsal en Londres, donde radicó durante seis años, hasta 1929.
En 1922, había conocido a Irene Lewy Rodríguez, una joven española de 15 años, hija de un judío polaco y de una asturiana. Se casaron en 1925 en Edimburgo, ya que ella era menor de edad, y que desde entonces sería conocida como Irene Falcón, y que después se convertiría en la secretaria personal de Dolores Ibárruri, La Pasionaria. Fruto de su matrimonio nació en 1926 un varón, Mayo Falcón —que también sería periodista—. Por entonces fundó la editorial Historia Nueva, para la cual dirigió el semanario Nosotros, que llevaba el ostentoso subtítulo de «Órgano de la Revolución Mundial». Con dicho sello editorial publicó su novela El Pueblo sin Dios, en 1928.
De vuelta en España en 1929, se integró a la política militante. Debido a su acendrada propaganda liberal y republicana, la dictadura de Berenguer ordenó su prisión, en septiembre de 1930, y luego su expulsión, el 4 de diciembre de 1930. El semanario Nosotros fue clausurado. Luego de una estancia en Hendaya, Falcón se dirigió a París, junto con otros exiliados españoles, entre los que se contaban Indalecio Prieto y Marcelino Domingo.

#### Segunda República
Al conocer la noticia de la proclamación de la Segunda República española, Falcón retornó de inmediato a España, llegando a Madrid el 15 de abril de 1931. Volvió a editar el semanario Nosotros y desarrolló la edición de folletos en serie de «Documentos Políticos». En 1933 se afilió al Partido Comunista de España. En enero de 1933 fue detenido en Córdoba y acusado de "uso de nombre supuesto", delito por el que fue juzgado en la Sala segunda de la Audiencia cordobesa.
Fue candidato a diputado a cortes por la provincia de Málaga, en una lista en la que los comunistas iban en coalición con socialistas de izquierda. 
En Sevilla dirigió, con Mariano Perla, el periódico Verdad, vocero comunista. Sufrió prisión a mediados de septiembre de 1935. Dirigió también Mundo Obrero, órgano central del Partido Comunista Español. Por esa época creó y dirigió, junto con su esposa Irene, la compañía del Teatro Proletario, que estrenó, entre otras obras, una de su autoría: Asturias. También estrenaron Al rojo de Carlota O'Neill, hermana de Enriqueta O'Neill, que también actuó en el Teatro Proletario y con la que Falcón tuvo una hija en 1935, la política y activista Lidia Falcón. Este hecho supuso la ruptura matrimonial, circunstancia que la llevó a ser desde entonces a su esposa Irene, a ser la sombra de Dolores Ibarruri.
Tras el triunfo del Frente Popular y el estallido de la guerra civil española (1936-1939), su actividad política se volvió más intensa, tanto dentro como fuera de España. Fundó Altavoz del Frente, organismo de agitación y propaganda para la guerra. Cuando el gobierno republicano hubo de trasladar su sede a Valencia, fue requerido para editar la revista Frente Rojo, nuevo órgano del Partido Comunista. Fue también editor de La Voz de Madrid (1936-1938), semanario republicano publicado en París para esclarecer la posición del gobierno español durante la guerra civil.
Fue también miembro de la delegación española acreditada ante la Sociedad de las Naciones, en 1938.  
Finalizada la guerra civil española e iniciada la Segunda Guerra Mundial, se acogió a la repatriación de ciudadanos peruanos de Europa impulsada por el Gobierno de Perú, pudiendo así retornar a su patria el 4 de mayo de 1940, tras veintiún años de ausencia. Nunca más volvería a España. 
En el Perú asumió la edición de la revista Garcilaso, órgano de la Asociación Nacional de Escritores, Artistas e Intelectuales del Perú (1941-1942). Fundó también el semanario Nuestra Voz, que no pasó del primer número, debido a la censura gubernamental (11 de enero de 1941). 
En abril de 1942 viajó a Nueva York, como agregado de prensa del consulado peruano. Entre 1945 y 1946 hizo sendos viajes a México para atender las ediciones de sus libros El mundo que agoniza y El buen vecino Sanabria U. En el último de dichos viajes, retornando a Nueva York, se le impidió su reingreso a Estados Unidos, al parecer debido a su filiación política. Debió permanecer entonces en México, obteniendo en 1950 su naturalización mexicana. La otra opción, volver al Perú, era por entonces nada recomendable, pues se había instalado allí la dictadura del general Manuel A. Odría, que perseguía a apristas y comunistas. Su estancia en México, se prolongó cerca de veinte años. Desde allí colaboró en diversas revistas y editó Historia Nueva (15 números, de 1956 a 1960). 
Víctima de una grave enfermedad, regresó finalmente a Lima en agosto de 1970 y falleció poco después. En sus últimos instantes le asistió su hermano Jorge Falcón, quien años después publicó un enjundioso estudio en torno a la vida y obra de César Falcón, titulado El hombre en su acción.

## Obras

### Teatro
- Por culpa ajena (estrenada en el Teatro Lima, Lima, 10 de febrero de 1914)
- La gran noche (Lima, septiembre de 1915)
- La casa de Agreda (estrenada en el Teatro Colón, 27 de noviembre de 1914).
- Los mozos cundas (Lima, julio de 1918)
- Asturias (Madrid, 1935).

### Narrativa
- Plantel de inválidos (Madrid, 1921 y 1928), cuentos.
- El pueblo sin Dios (Madrid, 1928), novela indigenista, que fue fruto de su estancia en la ciudad de Huánuco.
- Los bajos fondos (Madrid, 1928), novela.
- Madrid (Madrid-Barcelona, 1938), crónica novelada de la resistencia republicana en Madrid, durante la guerra civil española.
- El buen vecino Sanabria U. (México, 1947), caricaturización violenta del presidente peruano Manuel Prado Ugarteche, que se caracterizó por su apoyo a la política de los Estados Unidos entre 1939 y 1945.
- Por la ruta sin horizonte (México, 1961), primer tomo de una serie de cinco, titulada globalmente En la perspectiva de España.

### Ensayos
- Crítica de la revolución española (Desde la dictadura hasta las Constituyentes) (Madrid, 1931)
- Imperialismo y antiimperialismo (Comentarios a la acción contra los yanquis) (Madrid, 1931)
- España sostiene en Ginebra su línea de lucha por la democracia y la paz (Barcelona, 1938)
- El mundo que agoniza (México, 1945), examen de la situación mundial en el periodo entre las dos guerras mundiales.
- Algunas condiciones necesarias de la reconquista nacional (México, 1955), sobre las perspectivas de la recuperación democrática en España.